# قرار مجلس الأمن التابع للأمم المتحدة رقم 1024
قرار مجلس الأمن التابع للأمم المتحدة رقم 1024، المتخذ بالإجماع في 28 تشرين الثاني / نوفمبر 1995، بعد النظر في تقرير الأمين العام بطرس بطرس غالي بشأن قوة الأمم المتحدة لمراقبة فض الاشتباك، أشار المجلس إلى جهودها لإحلال سلام دائم وعادل في الشرق الأوسط.
دعا القرار الأطراف المعنية إلى التنفيذ الفوري للقرار 338 (1973)، وجدد ولاية قوة المراقبة لمدة ستة أشهر أخرى حتى 31 مايو 1996 وطلب من الأمين العام تقديم تقرير عن الوضع في نهاية تلك الفترة.
وتشكلت القوة عام 1974 للإشراف على وقف إطلاق النار المنصوص عليه في اتفاق بين القوات الإسرائيلية والسورية.

## روابط خارجية
- نص القرار في undocs.org